# Ramsellskogen
Ramsellskogen är ett naturreservat i Falu kommun i Dalarnas län.
Området är naturskyddat sedan 2017 och är 313 hektar stort. Reservatet består av brandpräglad talldominerad skog i en terräng med mycket stenblock.